# Mervi Koponen
Mervi Koponen (Raahe, 1976) è una cantante finlandese.

## Biografia
Mervi Koponen è salita alla ribalta nel 2011 con la sua incoronazione a regina al festival del tango e della musica schlager finlandese Seinäjoen Tangomarkkinat, che le ha fruttato il suo primo contratto discografico con la Sony Music Finland. Il suo album di debutto, Jotain suurempaa, è uscito nel settembre dello stesso anno. Nell'estate del 2021, in celebrazione ai dieci anni dalla sua incoronazione a regina del tango, è stata la protagonista del concerto annuale Kuokkalankosken Markkinat.

## Discografia

### Album in studio
- 2011 – Jotain suurempaa

### Singoli
- 2011 – Huuda mua
- 2013 – Tähtisade
- 2017 – Tuhkimotarina